# Euphanias
Euphanias — род стафилинид из подсемейства Oxytelinae.

## Описание
Брюшко по бокам с широкой каёмкой. Голова и переднеспинка с бугорками, без продольных рёбер. Усики длинные. Верхняя часть тела в густых серых чешуйках.

## Систематика
К роду относятся:
- вид: Euphanias boiteli
- вид: Euphanias insignis
- вид: Euphanias insularis
- вид: Euphanias pliginskii Bernhauer, 1912
- вид: Euphanias pusanovi Blinshtein, 1976